# Vulcano (mitología)

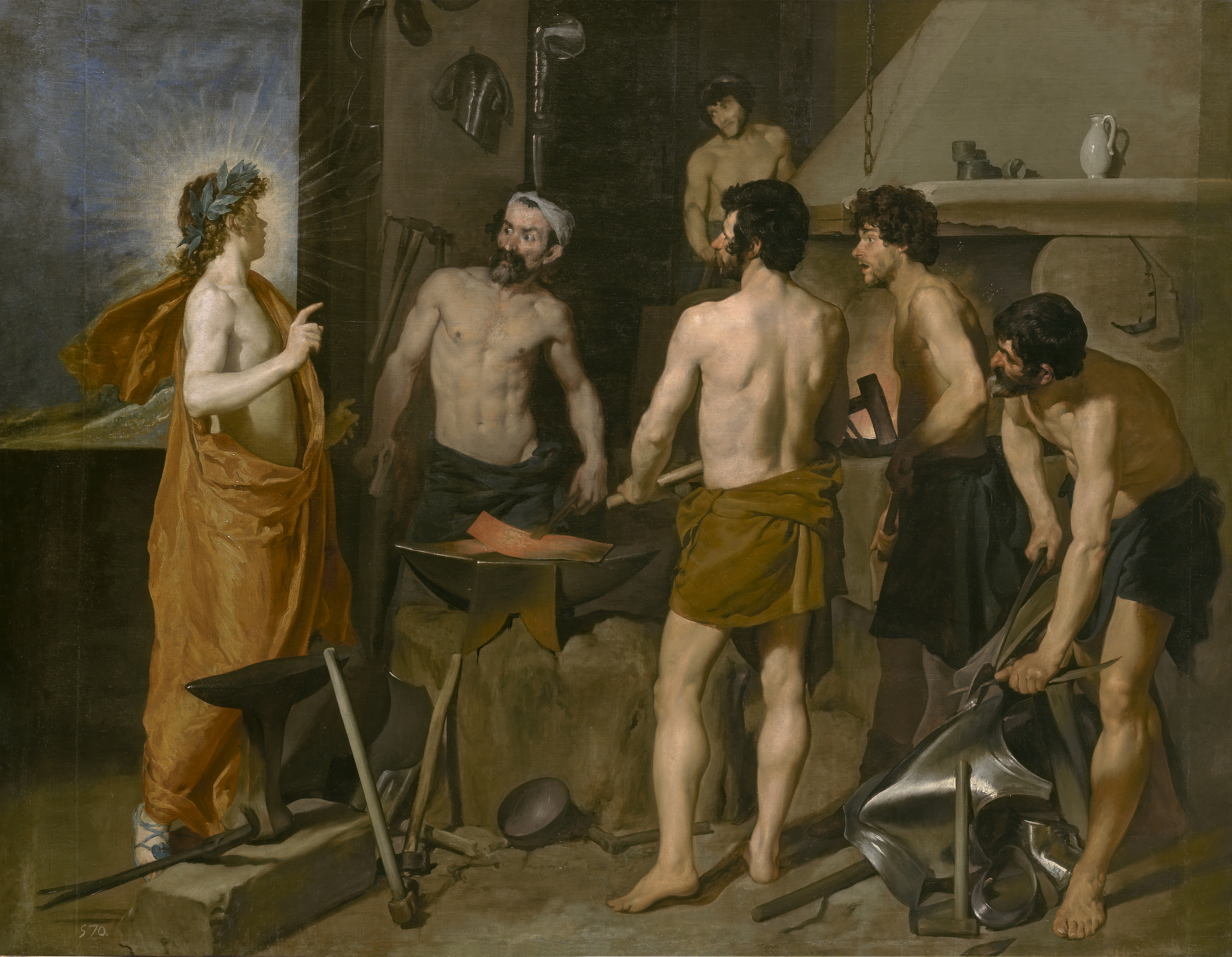
La fragua de Vulcano de Diego Velázquez. El Prado, Madrid.

Vulcano (en latín: Volcānus o Vulcanus; en italiano: Vulcano; en griego: Βουλκάνους) es el dios romano del fuego  y de las fraguas de los herreros.  En concreto Vulcano es patrón de los oficios relacionados con los hornos en la religión de la Antigua Roma. Procede de la fase más antigua de la religión romana; de hecho, Marco Terencio Varrón señaló, citando los Annales pontificum, que el rey Tito Tacio había dedicado altares a una serie de divinidades entre las que se encontraba Vulcano.
La dirección de su culto correspondía al Flamen Vulcanalis y su festividad era el 23 de agosto, fecha en la que se celebraban los Vulcanalia. Su templo principal en Roma era el Volcanal, situado en el Foro Romano.  También fue particularmente relevante su culto en la ciudad de Ostia.  Con el tiempo, Vulcano sufrió un proceso de identificación con el dios griego Hefesto hasta que, en el periodo clásico, asimiló sus características. Vesta era el fuego doméstico  y Júpiter era entendido como el fuego celeste (rayo, luz)  pero Vulcano era el fuego práctico de la fragua  («es el fuego del mundo»).  Su nombre dio la voz «volcán». Por eso a veces se imagina a Vulcano como padre o hijo de Júpiter.

## Etimología
La etimología de su nombre no está clara. Terencio Varrón, en De lingua latina, sostenía que provenía de algunos términos latinos relacionados con el rayo (fulgere, fulgur, fulmen), que, en cierto modo, está relacionado con el fuego. Es frecuente encontrar su nombre acompañado de tres epítetos: Mulciber (qui ignem mulcet) –«el que ablanda los metales»– y Quietus y Mitis –ambos significan «tranquilo»– que se utilizaban para intentar ganarse el favor del dios evitando su acción destructiva, por ejemplo, en los incendios.
Hasta mediados del siglo XX se pensaba que no se trataba de una palabra latina. Las primeras explicaciones etimológicas de su nombre se dieron por razones fonéticas: Arthur Bernard Cook, especialista en historia de las religiones, lo relacionó con el cretense Velkhanos, dios de la naturaleza y el inframundo; teoría que fue refutada por el lingüista especializado en indoeuropeo Wolfgang Meid en 1961. En 1994, el autor francés Gérard Capdeville recuperó dicha posibilidad etimológica después de encontrar una continuidad entre Velkhanos y el etrusco Velchans: en este caso, el dios minoico sería una deidad joven, señor del fuego y compañero de la Diosa Madre. Otra hipótesis es la del lingüista y mitógrafo Christian-Joseph Guyonvarc'h, que propuso relacionarlo con el antropónimo irlandés Olcán (en grafía ogámica, Ulccagni, en genitivo).
Por su parte, el lingüista soviético Vasili Abáyev lo comparó con el osetio Wærgon, variante del nombre de Kurdalægon, un herrero mitológico de la saga de los Nart. En relación con ello, el filólogo francés Georges Dumézil señaló que la forma Kurdalægon es estable y tiene el significado de «herrero de la familia Alaeg» (kurd, «herrero» + -on «de la familia» + Alaeg, nombre de una de las familias nárticas), pero consideró que la teoría de Abáyev no era aceptable, puesto que aunque Kurdalægon y Wærgon son el nombre del mismo dios, esta última forma solo se ha encontrado registrada en una ocasión. Es decir, según Dumézil, el hecho de que la forma Kurdalægon sea frecuente y que Wærgon sea la excepción hace suponer que la teoría de Abáyev está equivocada.

## Mitología
Según Cicerón existieron hasta cuatro dioses Vulcano. El primer Vulcano nació de Cielo y engendró, con Minerva, a Apolo, cuya tutela se encontraba Atenas. El segundo Vulcano nació de Nilo, y se le llamó Opas (según los egipcios),   pero Heródoto dice que Opas es Ptah.  El tercer Vulcano es  hijo de Júpiter y Juno, y estuvo al frente de la fragua de Lemnos. El cuarto Vulcano nació de Memalio, y es el que sometió aquellas islas próximas a Sicilia que se denominaban «Vulcanias» (las islas Lípari).
Higino, en sus Fábulas, dice que nació de Juno sin intervención masculina.  La esposa de Vulcano era Venus  pero lo más común es alegar que Venus cometió infidelidad con Marte estando casada con Vulcano.  Cuando Vulcano supo que Venus había yacido secretamente con Marte, y que no se podía oponer a su fuerza, construyó una cadena inquebrantable y la puso alrededor del tálamo para capturar a Marte con su astucia. Cuando Marte acudió a la cita, cayó junto con Venus en la trampa y de esta manera ambos no se podían separar. Cuando Sol se lo refirió a Vulcano, este los vio atrapados y desnudos, y convocó a todos los dioses. A consecuencia de esto la vergüenza infundió en Marte el temor de hacerlo de nuevo. De Venus y Marte nació Harmonía, a quien Minerva y Vulcano entregaron una túnica «habida del oprobio» como presente.
Vulcano había fabricado unos tronos de oro y acero para Júpiter y los demás dioses; cuando Juno se sentó, quedó de repente suspendida en el aire. Se mandó recado  a Vulcano para que liberase a su madre, a la que había amarrado, pero, airado por haber sido precipitado desde el cielo, dijo que él no tenía ninguna madre. Cuando Líbero lo trajo de vuelta ebrio al consejo de los dioses, Vulcano no rechazó su deber filial. Mientras tanto Neptuno, debido a que permanecía hostil con Minerva, le sugirió a Vulcano que solicitase en matrimonio a Minerva. Esto le fue concedido, sin embargo Minerva, cuando él entró en su cámara, defendió su virginidad con las armas. Como ellos contendieran, parte de su semilla cayó en la tierra, y de aquí nació un muchacho, cuya parte inferior del cuerpo era serpentiforme. Se le llamó Erictonio.
En Delos Latona, aferrada a un olivo, dio a luz a Apolo y Diana, a quienes Vulcano como presente les dio las flechas. Prometeo fue el primero en formar a los hombres a partir de barro. Después Vulcano, por mandato de Júpiter, creó a partir de barro la imagen de la mujer. Tetis le aseguró una armadura para su hijo Aquiles, hecha por Vulcano, y las Nereidas se la llevaron por el mar.  Algunos dicen que el águila del Cáucaso que atormentaba a Prometeo fue construida por las manos de Vulcano y dada vida por Júpiter. Los Asnos son una parte de la constelación de Cáncer y se dice que tuvieron este origen: después de que Júpiter hubiera declarado la guerra a los Gigantes, convocó a todos los dioses para combatirlos, y acudieron a su llamada Liber, Vulcano, los sátiros y los silenos montados en asnos. Orión, en Quíos, violó a Mérope y por esto fue cegado por Enopión y expulsado de la isla. Pero llegó a Lemnos y recibió de Vulcano un guía llamado Cedalión.  También se dice que Perseo recibió de Vulcano un cuchillo hecho de adamanto, con el que mató a Medusa.
En cuanto a su descendencia, tuvo a los siguientes hijos divinos: Apolo con Minerva, Cupido con Venus  y sin mencionar la consorte a Sol  y a Júpiter.  Higino cita a los siguientes hijos mortales de Vulcano: Cécrope, Erictonio, Corinetes, Cerción y unos tales Filoto y Esfíntero.  Se dice que Vulcano y Minerva tuvieron a Erictonio   y al feo Broteo.  Vulcano, en la leyendas romanas, amó a las diosas Etna, Maya, Mayesta, Fortuna y Feronia.  De la unión con la esclava Ocresia Vulcano fue padre de Servio Tulio, rey del Lacio. Árdalo, a quien Higino llama Filamón, fue un hijo de Vulcano e inventor de la flauta.  El gigante Caco que se enfrentó a Hércules era hijo de Vulcano  y su hermana era Caca. Céculo fundó Preneste (Palestrina) y se tomó por hijo de Vulcano.  A veces se consideraba a Vulcano padre con Etna de los Palicos, númenes de los manantiales termales de la región de Palacia (Sicilia).  O bien se dice que Talía, hija de Vulcano y amada por Júpiter, fue la madre de los Palicos.  Un cierto Óleno, hijo de Vulcano, tuvo dos ninfas, Ega y Hélice, quienes fueron nodrizas de Júpiter.

## Naturaleza

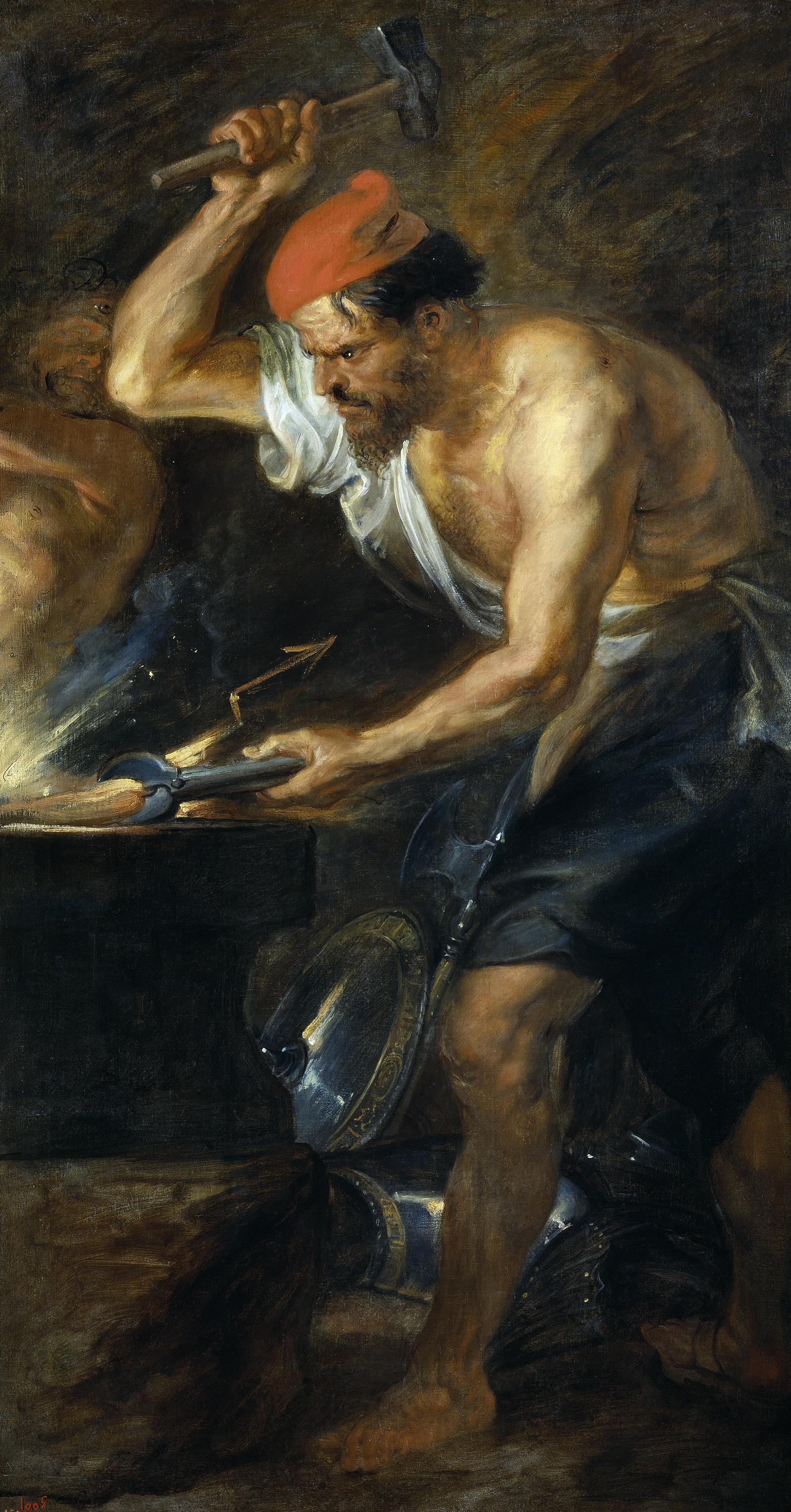
Vulcano forjando los rayos de Júpiter de Rubens.

No se conoce con precisión cuál es la auténtica naturaleza del dios debido a que, por un lado, sus orígenes no están claros, como sucede con la etimología de su nombre, y por otro, en el periodo clásico, Vulcano asimiló las características del dios griego Hefesto. De una forma general, se puede afirmar que Vulcano era el dios del fuego pero también de la elaboración de los metales. En Creta se veneraba a Velkhanos, dios de la naturaleza y de los infiernos. Se ha planteado la posibilidad de que Vulcano proviniera de Creta, del Mediterráneo oriental a través de Etruria, por lo que su naturaleza original sería la de Velkhanos.
Según Georges Dumézil, la verdadera naturaleza de Vulcano se explicaba con la teoría de los tres fuegos de los Vedas, que proponía que para celebrar un sacrificio se debían encender tres hogueras. Una se conocía como «fuego del amo de la casa», representaba al sujeto que realizaba el sacrificio y servía para encender los demás fuegos. Otra era el «fuego de las ofrendas», que llevaba el sacrificio a los dioses por medio del humo. La última era el «fuego de la defensa» o «fuego de la derecha» o «del sur», que estaba situado en el límite del área destinada al sacrificio y servía como baluarte contra el ataque de los espíritus malignos. Dumézil señaló que esta tradición se conservó también en Roma, donde los primeros dos fuegos representaban a Vesta mientras que el tercero era Vulcano. De esta forma, Vulcano constituiría el fuego que devora y destruye, dirigido hacia las potencias hostiles. Esta teoría daba respuesta a la pregunta que se hacía Plutarco, es decir, por qué los templos de Vulcano tenían que estar construidos fuera o en límite exterior de las murallas, como es el caso, por ejemplo, del Volcanal. Además, conseguía explicar también por qué a Vulcano se le entregaban las armas y los restos del enemigo tomados del campo de batalla, que eran quemados ser aniquilados; también se le entregaban las armas de los supervivientes de las Devotio.
Vulcano es el patrono de los oficios relacionados con los hornos, como cocineros, panaderos y pasteleros. De este patronazgo se encuentran registros escritos en Plauto; en Apuleyo, cuando aparecía el cocinero en las bodas de Amor y Psique; y en el poemilla de Vespa presente en la Antología latina, que narraba una contienda entre un panadero y un cocinero.

## Genealogía

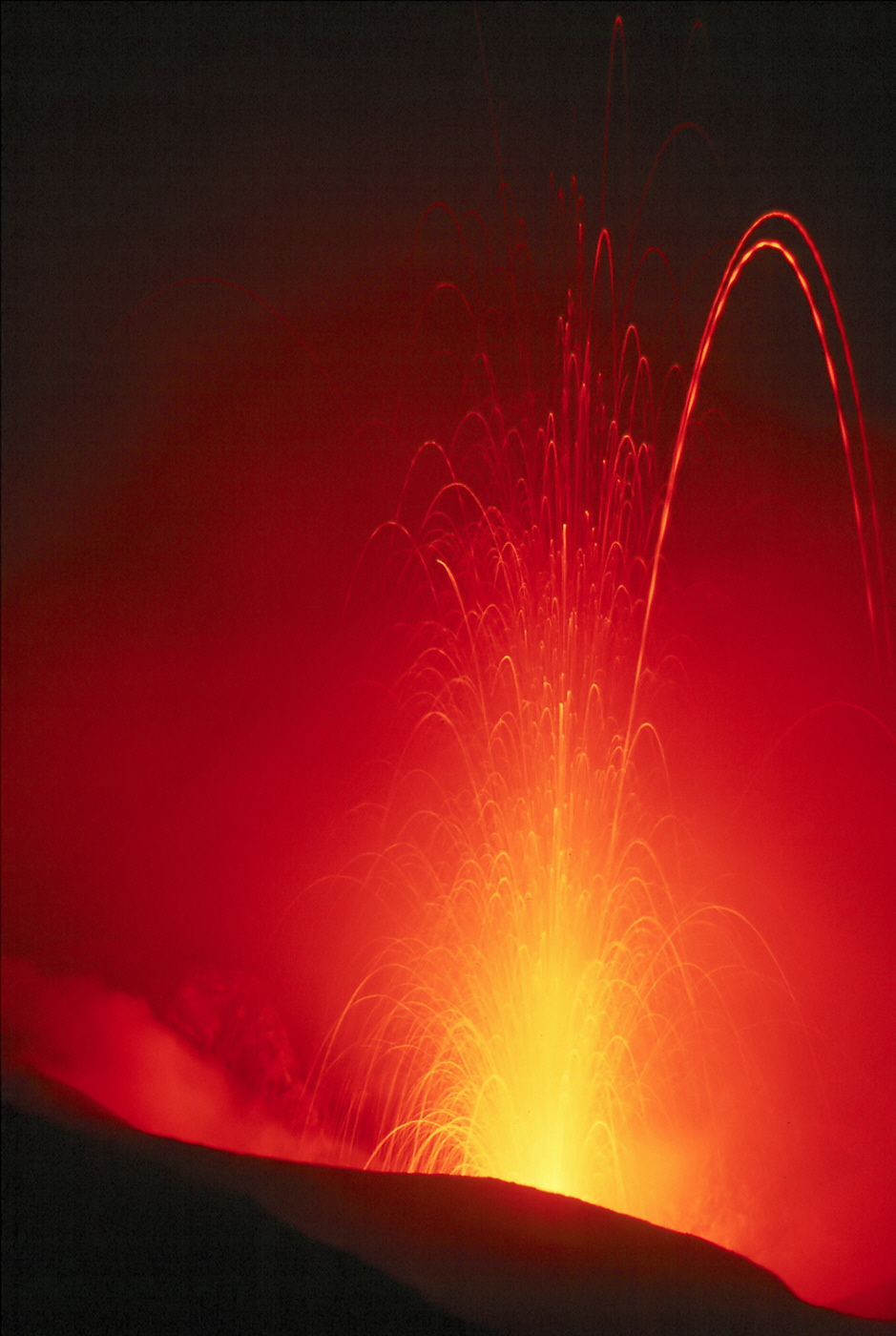
Vulcano como fuego terrestre y destructor

A Vulcano se le ha atribuido la paternidad de algunos personajes de la tradición romana y latina: Céculo, el fundador de Præneste; Caco, un ser arcaico y monstruoso que habitaba en el área de Roma, y Servio Tulio, el penúltimo rey de Roma.
Catón, en su obra Orígenes, afirmaba que algunas vírgenes que habían ido a buscar agua encontraron a Céculo en medio del fuego y por ese motivo se pensó que era hijo de Vulcano. También Virgilio señaló en la Eneida a Vulcano como padre de Céculo y de Caco. Por otra parte, Ovidio contó en los Fastos que Servio Tulio había sido concebido por la esclava Ocresia, que se había sentado sobre un falo que había aparecido en una hoguera. Según el texto, Vulcano reconoció su paternidad al hacer que un fuego rodease la cabeza del niño sin dañarlo. Plinio el Viejo narró la misma historia, pero atribuyendo la paternidad de Servio Tulio al lar familiar, en vez de a Vulcano.
La investigadora de religión romana Jacqueline Champeaux y el profesor de Historia de Roma de la Universidad de Verona Attilio Mastrocinque sostuvieron la hipótesis de que Vulcano es el dios desconocido que en la mitología latina más antigua había fecundado a una diosa virgen y madre, que correspondía a la Rea de la religión griega, la diosa Fortuna en la ciudad de Præneste y la diosa Feronia en la ciudad de Anxur. En tal caso, Vulcano habría sido el padre de Júpiter.
Al confrontar los diversos relatos mitológicos, el arqueólogo Andrea Carandini consideró que Caco y Caca fueron hijos de Vulcano y de una divinidad o de una virgen local, de la misma forma que Céculo. Según Carandini, Caco y Caca representaban, respectivamente, el fuego metalúrgico y el fuego doméstico, proyecciones de Vulcano y Vesta. Estos relatos mitológicos se remontarían al periodo preurbano del Lacio y establecerían una genealogía doble: en el plano divino Vulcano fecundó a una diosa virgen y engendró a Júpiter, el soberano divino; en el plano humano, Vulcano fecundó a una virgen local, probablemente a una princesa, y engendró a un jefe. La primera atestación de una asociación ritual entre Vulcano y Vesta se remonta al lectisternio del 217 a. C. Otras pistas que parecen confirmar este vínculo son la proximidad entre los dos santuarios y la afirmación de Dionisio de Halicarnaso de que ambos cultos habían sido introducidos en Roma por Tito Tacio para cumplir con un voto que había hecho en batalla.
También se relaciona a Vulcano con dos divinidades femeninas antiguas, Stata Mater, que es probablemente la diosa que detiene los incendios, y Maya, cuyo nombre según el helenista H. J. Rose derivaba de la raíz MAG, por lo que debía interpretarse como la diosa que controlaba el crecimiento, quizás el de las cosechas. Macrobio hizo referencia a la opinión de Cincio para defender que la compañera de Vulcano era Maya, justificando esta afirmación a partir del hecho de que el flamen Vulcanalis hacía un sacrificio a Maya durante las calendas de mayo; mientras que según Pisón la compañera del dios no era Maya sino Mayesta. Por último, Gelio también asoció a Vulcano y a Maya, basándose en los libros de oraciones que se usaban en sus tiempos.

## Culto y presencia

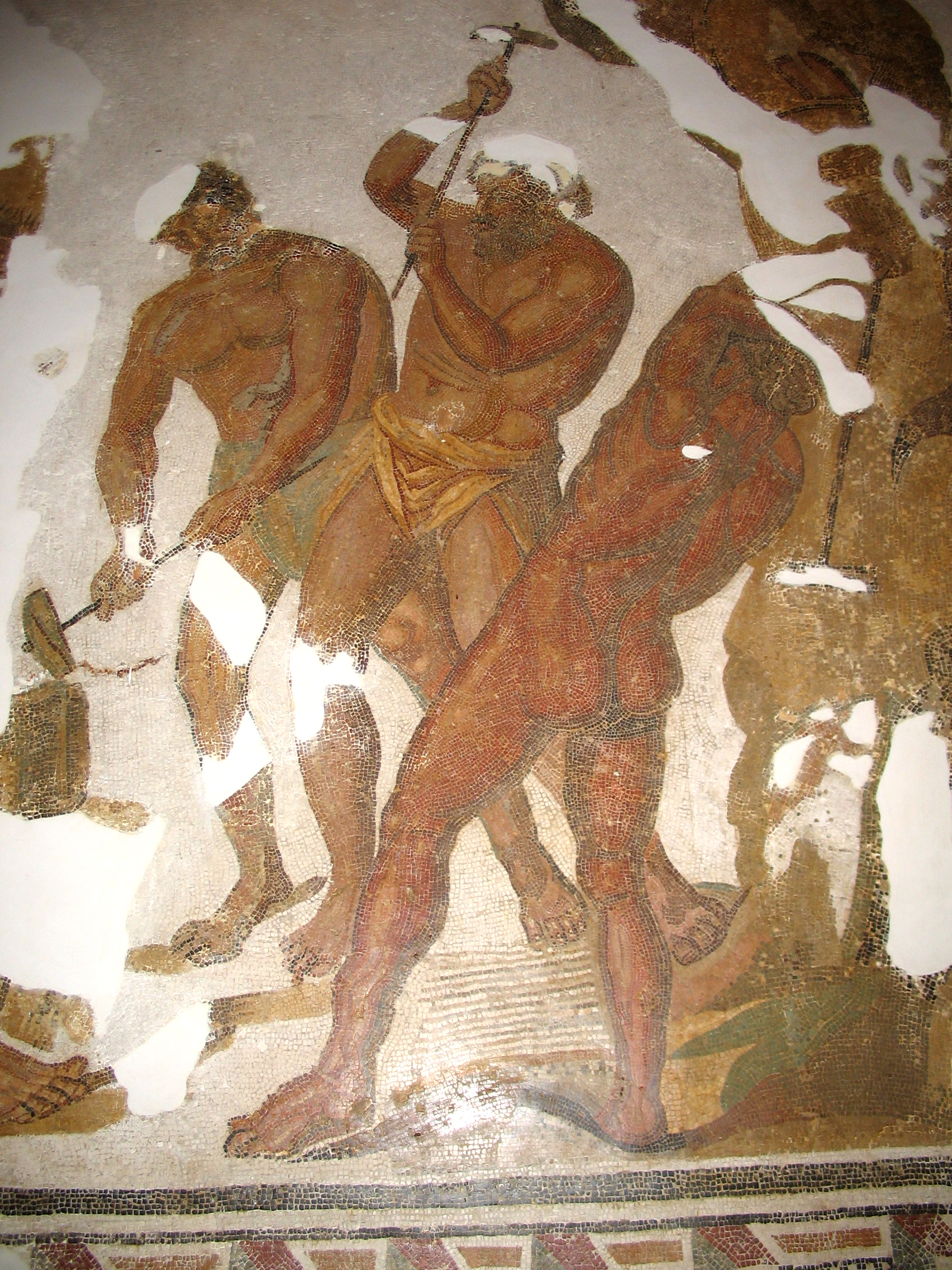
Forja de Vulcano (Museo nacional del Bardo, Túnez)

El culto de Vulcano se asignaba al flamen menor, denominado Flamen Vulcanalis. Su presencia e importancia variaban según el territorio.

### Templos en Roma: el Volcanal y el templo del Circo Flaminio
El templo principal y más antiguo de Vulcano en Roma era el Volcanal, situado en el area Volcani, una zona al aire libre a los pies de la Colina Capitolina, en la esquina noroccidental del Foro Romano, donde se ubicaba un altar dedicado al dios y un fuego perenne. Según la tradición romana, Rómulo hizo el Vulcanal y allí ubicó una cuadriga de bronce para Vulcano, un trofeo de guerra conquistado tras la derrota de los fidenas dieciséis años después de la fundación de Roma —aunque según Plutarco la guerra en cuestión fue contra Cameria—. Rómulo también colocó una estatua de sí mismo con una inscripción redactada en caracteres griegos que incluía una lista de sus éxitos. En esta última estatua, según Plutarco, Rómulo estaba coronado por la diosa Victoria. Además el rey habría plantado en el santuario un árbol de loto sagrado, que existía todavía en tiempos de Plinio el Viejo y se decía que era tan antiguo como la propia ciudad. Se ha planteado la hipótesis de que el templo se remonte a la época en la que el Foro estaba todavía fuera de la ciudad. Tito Livio menciona el Volcanal en dos ocasiones en relación con unas extrañas lluvias de sangre, la primera en 183 a. C. y la segunda en 181 a. C.
El area Volcani, probablemente un locus substructus, es decir, un lugar construido en el subsuelo, estaba ubicado cinco metros más alto que el Comitium por la morfología del terreno en aquel momento. Por ese motivo era el lugar desde el que el rey y los magistrados de la primera República hablaban al pueblo antes de que se construyeran los rostra. En el Volcanal había también una estatua en bronce de Horacio Cocles, que había sido trasladada allí desde el Comitium, un locus inferior, es decir, un lugar subterráneo, después de haber sido alcanzada por un rayo. Según Aulo Gelio, que el rayo golpease la estatua significaba que los romanos tenían que expiar culpas ante los dioses con sacrificios. Por dicho motivo llamaron a unos augures etruscos para analizar el suceso y saber cómo actuar, pero estos, movidos por su odio hacia los romanos, les aconsejaron que trasladaran la estatua a un lugar más bajo, donde no llegase nunca la luz del sol. Evidentemente, los augures aconsejaron a los romanos lo contrario de lo que realmente creían que tenían que hacer, que era situar la estatua en un lugar más alto. Cuando los romanos descubrieron el engaño, los augures fueron ajusticiados y la estatua fue trasladada al area Volcani, que, efectivamente, está ubicada a más altura. Ya en el 304 a. C. en el area Volcani, Cneo Flavio construyó un templo a la Concordia. Poco a poco, como señaló el arqueólogo Samuele Ball Platner, el Volcanal fue rodeado de edificios hasta verse totalmente cubierto por las nuevas construcciones. A pesar de todas estas nuevas edificaciones, una dedicatoria de Augusto del año 9 a. C. demuestra que en esa fecha el Volcanal era aún un lugar de culto para los romanos.
A principios del siglo XX fueron encontrados restos de cimientos construidos en toba volcánica detrás del Arco de Septimio Severo y que probablemente pertenecían al Volcanal, además de restos de una especie de plataforma rocosa de 3,95 metros de longitud y 2,80 metros de anchura, que había sido cubierta de cemento y pintada de rojo. Su superficie superior estaba socavada de pequeños canales y enfrente se encontraron los restos de un canal de drenaje hecho de lastre de toba. Se planteó la hipótesis de que se tratara del altar de Vulcano. La roca mostraba signos de daños y de reparaciones y en la superficie había algunas cavidades redondas y descuadradas que guardaban una cierta semejanza con las tumbas y que han sido consideradas como tales por algunos autores. El arqueólogo alemán Friedrich Von Duhn, después del descubrimiento de antiguas tumbas de cremación en el Foro, defendió que el Volcanal era en su origen el lugar donde se quemaban los cadáveres.
También se erigió otro templo a Vulcano antes del 215 a. C. en el Campo de Marte, en el Circo Flaminio donde se realizaban los juegos en su honor durante los Vulcanalia. Vitruvio afirmó que también los augures etruscos prescribían en sus libros que se construyeran los templos a Vulcano fuera de las murallas de las ciudades para evitar que el fuego se dirigiera hacia las casas.

### Culto en Ostia

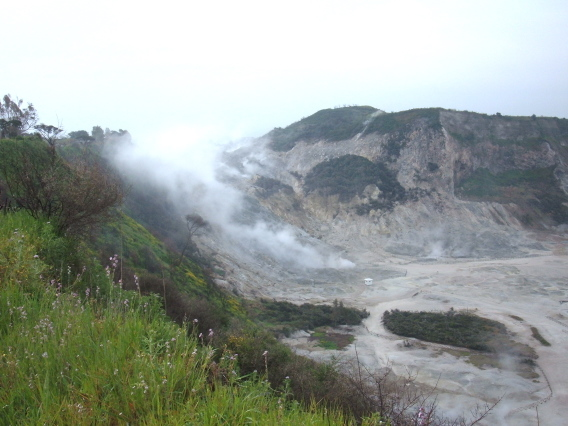
La Solfatara en Pozzuoli.

En Ostia, el culto de Vulcano era el más importante de la ciudad, así como lo era su sacerdote, denominado Pontifex Volcani et Aedium Sacrarum, que tenía el control de todos los edificios sagrados de la ciudad y concedía o negaba el permiso de la erección de estatuas dedicadas a las divinidades orientales. El pontífice de Vulcano era nombrado de forma vitalicia, probablemente por la junta de los decuriones, y su posición correspondía a la del pontífice máximo de Roma. Asimismo, era la máxima posición de la carrera administrativa de la ciudad de Ostia. De hecho, se elegía de entre las personas que ya habían ostentado un cargo público en la ciudad o a nivel imperial. El pontífice de Vulcano era la única autoridad que disponía de un cierto número de ayudantes, más concretamente, de tres pretores y dos o tres ediles, cargos religiosos que, aunque compartían el nombre con los cargos civiles de pretor y edil, tenían funciones diferentes. Con base en una inscripción fragmentaria encontrada en Annaba, la antigua Hippo Regius, se considera probable que el escritor Suetonio haya ostentado el cargo de Pontifex Volcani.

### Vulcano en otros territorios
Hay otras referencias a Vulcano fuera de Roma. Gracias a Estrabón se sabe que en Pozzuoli había una zona denominada en griego ágora de Hefesto (Forum Volcanes en latín), una llanura caracterizada por numerosas desembocaduras de vapor volcánico, donde se ubica la Solfatara. Además, Plinio el Viejo indicaba que en las proximidades de Módena el fuego salía de la tierra en los días dedicados a Vulcano.

## Vulcanalia

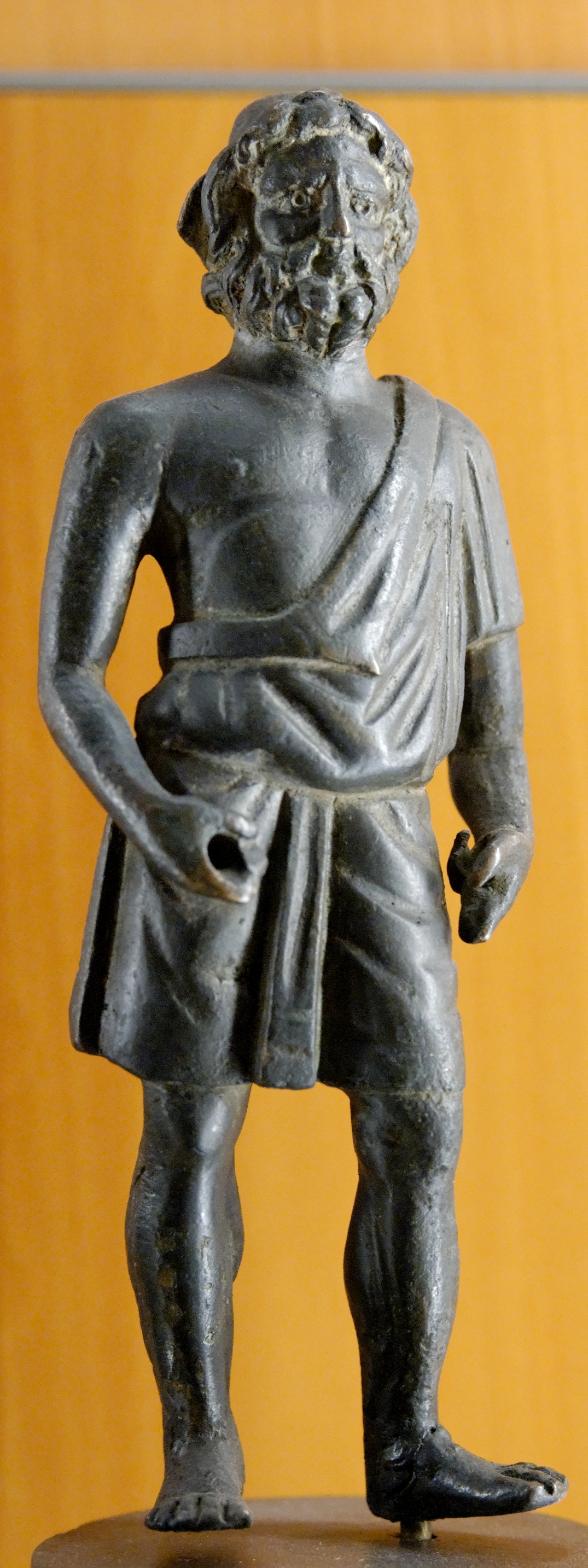
Vulcano vistiendo una exomis y un píleo. Circa siglo a. C.

La festividad dedicada al dios eran las Vulcanalia, que se celebraban el 23 agosto, es decir, el décimo día antes de las calendas de septiembre. Aquel día se realizaban los Ludi Piscatorii, juegos en honor de Vulcano que llevaban a cabo los pescadores del Tíber en la orilla del río contraria a la ciudad. En los festejos se sacrificaban en el fuego del Volcanal pececillos vivos que habían sido pescados en el río, en sustitución de almas humanas. También parece ser una tradición del día que la gente tendiera sus vestimentas y telas al sol. Según Dumézil, esta práctica ritual podía reflejar un vínculo teológico entre Vulcano y el dios Sol. Otra práctica habitual era la de empezar a trabajar con la luz de una vela, probablemente en el intento de tener un uso beneficioso del fuego ligado al dios.
A propósito de la fecha del 23 de agosto, el historiador Apiano relató cómo el 23 de agosto de 153 a. C. tuvo lugar el primer enfrentamiento entre el ejército romano, al mando de Quinto Fulvio Nobilior, y el ejército celtibérico de segedenses y numantinos al mando de Caro de Segeda. El resultado de esta primera batalla fue favorable a los celtíberos y desde entonces Roma declaró este día como nefasto y decidieron evitar batallar en esa fecha. Desde el año 2002, en el municipio aragonés de Mara, la antigua Segeda, se celebra una recreación de aquella batalla histórica, llamada, precisamente, Vulcanalia.

## Identificación con Hefesto
Vulcano se asimiló al dios griego Hefesto y asumió sus características. En la Edad Clásica adquirió también su genealogía; empezó a ser considerado hijo de Júpiter y de Juno y esposo de Venus. Ya el poeta Lucio Accio en su Philocteta Lemnius llamó a Lemnos, la isla de Hefesto, con el apelativo de Vulcania.
En la Eneida, Virgilio mezcló temas arcaicos romanos con otros helenizantes: por una parte, Vulcano se identificó con la furia del fuego que quema los barcos o con las chispas que centellean en las antorchas siguiendo la tradición romana, y por otra, se identificó con el dios griego Hefesto al ser llamado «el dios de Lemnos». En la misma obra también se reveló otro episodio helenizante en el que la diosa Venus sedujo a Vulcano para convencerlo de abastecer de armas a Eneas. El dios aceptó y corrió a la isla de Lipari bajo la que los cíclopes fraguaban las armas para los dioses. Vulcano les ordenó interrumpir el trabajo y dedicarse enteramente a la fabricación de armas para Eneas, entre las que se encontraba un escudo en el que se grabaron los principales acontecimientos de la historia romana desde Rómulo hasta Augusto.
También en Ovidio había un mezcla similar entre el mito romano y el griego: en Las Metamorfosis, Vulcano era asociado a la violencia del fuego y a las llamas que salían de la nariz a los toros mitológicos que Jasón debía combatir para obtener el vellocino de oro, temas de origen romano; mientras que después se le atribuía la paternidad de Perifetes, hijo de Hefesto.
En la literatura latina del siglo III, Vulcano estaba ya totalmente identificado con Hefesto. Es el caso del De concubitu Martis et Veneris de Reposiano, un poema contenido en la Antología latina, que cuenta el episodio homérico del descubrimiento de la traición de Venus con Marte. Es decir, se narraba el mito griego con la única salvedad de que los dioses recibían su nombre romano en lugar del original griego. La unidad de Vulcano con Hefesto permaneció en los siglos siguientes. Es reconocible, por ejemplo, en las numerosas representaciones de Vulcano en el arte del Renacimiento y en el arte de la Edad Moderna como La fragua de Vulcano, pintura de Diego Velázquez (1630) o en algunas obras de épica burlesca de la literatura italiana como La rete di Vulcano de Ferrante Pallavicino, publicada en 1640 o la obra con el mismo título de Domenico Luigi Batacchi, publicada en 1812. En todas ellas se relata el mito griego de la infidelidad de Afrodita a Hefesto.

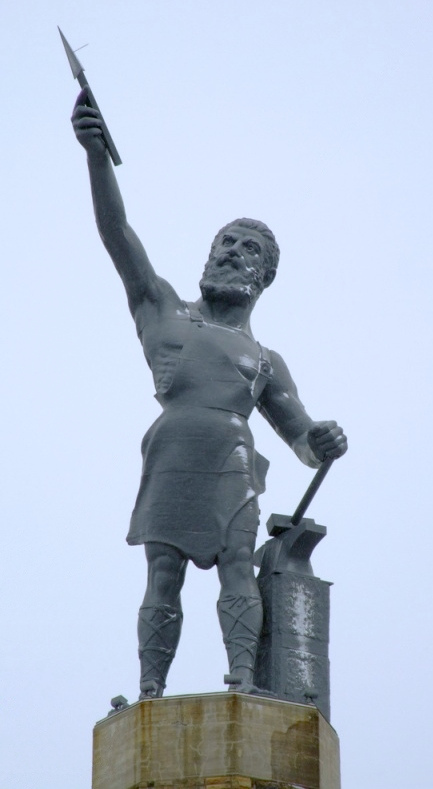
La estatua de Vulcano en Birmingham.

## Vulcano en Alabama
En el siglo XX, la ciudad estadounidense de Birmingham erigió una estatua de Vulcano de hierro fundido que se encuentra en la cima de la Red Mountain («Montaña Roja»), en el interior del Vulcan Park, desde el que observa la ciudad. Mide diecisiete metros, y está situada en un pedestal de treinta y ocho metros, de tal forma que constituye la mayor estatua de hierro fundido del mundo y se ha convertido en un símbolo de la ciudad.
Es obra de Giuseppe Moretti (1857-1935), escultor de origen italiano, que la diseñó para la Exposición de San Luis de 1904 como símbolo de la actividad industrial de la ciudad. Tras el evento, fue devuelta a Birmingham. En 1936 se la situó en su actual ubicación. Con el paso de los años la estatua comenzó a presentar signos de deterioro y sobre todo de formación de óxido, por lo que entre octubre y noviembre de 1999 fue desmontada en varias piezas y sometida a una restauración financiada por la comunidad. La operación de desmontaje tuvo dificultad por la presencia del cemento que se había colocado en las piernas de la estatua para estabilizarla. El proyecto de restauración recibió un premio de la National Trust for Historic Preservation en 2006. Tras la restauración, se volvió a colocar la estatua en su lugar en el 2003 y, en el 2004, año del centenario, el Vulcan Park volvió a abrirse al público.